# 桜ヶ丘銅鐸・銅戈群
桜ヶ丘銅鐸・銅戈群（さくらがおかどうたく・どうかぐん）は、兵庫県神戸市灘区桜ヶ丘町の桜ヶ丘遺跡から出土した銅鐸14個・銅戈7本。国宝に指定されている。
加茂岩倉銅鐸39個（島根県）、大岩山銅鐸24個（滋賀県）とともに銅鐸の一括埋納事例として知られるとともに、一部の銅鐸表面に絵画が描かれることで知られる。

## 概要
兵庫県南部、石屋川上流の六甲山南麓の南に延びる丘陵の急斜面地（標高246メートル）から出土した銅鐸・銅戈群である。一帯は見通しが悪く、芦屋方面を望むことのみ可能な立地である。1964年（昭和39年）に銅鐸14個・銅戈7本が発見されている。
銅鐸14個は、型式別には外縁付鈕式・扁平鈕式に、種類別には流水文銅鐸・袈裟襷文銅鐸に大別され、一部は同笵銅鐸が確認されている。4個は絵画銅鐸で、シカ・ヒト・トンボ・クモ・魚・鳥などが描かれる。銅戈7本は、いずれも大阪湾型である。銅鐸の多くは鰭を上下にして身を横たえて俵積みにされ、その一群から東側に少し距離を置いて銅鐸3個とその下に銅戈7本を置いており、一部は大きい銅鐸の内部に小さい銅鐸を入れ子にしていたという。
埋納時期は、弥生時代中期末-後期初頭頃と推定される。六甲山南麓は銅鐸の集中出土地域として知られ、そのなかでも銅鐸14個の一括埋納の点、銅鐸・銅戈の共伴埋納の点で特色を示す。銅鐸には大きさ・種類・製作時期にバラつきがみられることから、複数の集団が持ち寄って埋納した様子も示唆され、弥生時代のマツリを考察するうえで重要視される資料群である。
銅鐸・銅戈は1970年（昭和45年）に国宝に指定されている。

## 遺跡歴
- 1964年（昭和39年）12月、六甲山中において壁土用土砂の採掘作業中に銅鐸・銅戈の発見、現地・出土品調査（辰馬悦蔵・末永雅雄・武藤誠ら、1966・1969年に報告）[1]。
- 1969年（昭和44年）6月20日、銅鐸・銅戈が国の重要文化財に指定。
- 1970年（昭和45年）5月25日、銅鐸・銅戈が国宝に指定。
- 1982年（昭和57年）、神戸市立博物館開館、銅鐸・銅戈の常設展示。
- 2023年（令和5年）、出土地の再確認（神戸市による説明板の設置）[2]。

## 一覧

聞き取りによる出土状況復元図神戸市立博物館企画展示時に撮影。

| 名称     | 型式        | 文様        | 計測値                    | 計測値  | 備考                                                          |
| 名称     | 型式        | 文様        | 総高（銅鐸） 全長（銅戈） | 重量    | 備考                                                          |
| -------- | ----------- | ----------- | ------------------------- | ------- | ------------------------------------------------------------- |
| 銅鐸     |             |             |                           |         |                                                               |
| 1号銅鐸  | 外縁付鈕1式 | 2区流水文   | 42.5 cm                   | 5.88 kg | 横帯に絵画 辰馬404・405号銅鐸、新庄銅鐸、泊銅鐸と同笵         |
| 2号銅鐸  | 外縁付鈕1式 | 2区流水文   | 42.0 cm                   | 4.85 kg | 横帯に絵画 神於銅鐸と同笵                                     |
| 3号銅鐸  | 外縁付鈕2式 | 2区流水文   | 45.0 cm                   | 4.64 kg | 上屋敷銅鐸、加茂岩倉31・32・34号銅鐸と同笵                    |
| 4号銅鐸  | 扁平鈕2式   | 4区袈裟襷文 | 42.0 cm                   | 3.34 kg | 絵画銅鐸                                                      |
| 5号銅鐸  | 扁平鈕2式   | 4区袈裟襷文 | 39.2 cm                   | 2.62 kg | 絵画銅鐸                                                      |
| 6号銅鐸  | 扁平鈕2式   | 6区袈裟襷文 | 64.5 cm                   | 14.1 kg | 銅鐸群のうち最大                                              |
| 7号銅鐸  | 扁平鈕2式   | 6区袈裟襷文 | 42.0 cm                   | 2.96 kg |                                                               |
| 8号銅鐸  | 扁平鈕2式   | 6区袈裟襷文 | 43.0 cm                   | 3.30 kg |                                                               |
| 9号銅鐸  | 扁平鈕2式   | 6区袈裟襷文 | 43.0 cm                   | 3.72 kg |                                                               |
| 10号銅鐸 | 扁平鈕2式   | 6区袈裟襷文 | 43.5 cm                   | 3.72 kg | 銅鐸群のうち最新式                                            |
| 11号銅鐸 | 扁平鈕2式   | 4区袈裟襷文 | 44.5 cm                   | 4.13 kg | 銅鐸群のうち最初に発見（ツルハシによる損傷） 渦森銅鐸と同規格 |
| 12号銅鐸 | 外縁付鈕2式 | 4区袈裟襷文 | 31.0 cm                   | 2.60 kg |                                                               |
| 13号銅鐸 | 扁平鈕1式   | 4区袈裟襷文 | 21.5 cm                   | 0.72 kg | 石井谷型                                                      |
| 14号銅鐸 | 扁平鈕2式   | 4区袈裟襷文 | 21.8 cm                   | 0.48 kg | 銅鐸群のうち最小 亀山型                                       |
| 銅戈     |             |             |                           |         |                                                               |
| 1号銅戈  | 大阪湾型    |             | 27.2 cm                   |         |                                                               |
| 2号銅戈  | 大阪湾型    |             | 27.4 cm                   |         |                                                               |
| 3号銅戈  | 大阪湾型    |             | 27.9 cm                   |         |                                                               |
| 4号銅戈  | 大阪湾型    |             | 28.2 cm                   |         |                                                               |
| 5号銅戈  | 大阪湾型    |             | 27.6 cm                   |         |                                                               |
| 6号銅戈  | 大阪湾型    |             | 28.3 cm                   |         |                                                               |
| 7号銅戈  | 大阪湾型    |             | 29.0 cm                   |         |                                                               |

### 銅鐸
|                | 横形流水文 | 四区袈裟襷文 | 六区袈裟襷文 |
| -------------- | ---------- | ------------ | ------------ |
| 外縁付鈕1式    | 1,2        |              |              |
| 外縁付鈕2式    | 3          | 12           |              |
| 扁平鈕式古段階 |            | 13           |              |
| 扁平鈕式新段階 |            | 4,5,11,14    | 6-10         |

桜ヶ丘銅鐸14個は、型式別には外縁付鈕式（1-3,12号）と扁平鈕式（4-11,13,14号）に、種類別には流水文銅鐸3個（1-3号）・袈裟襷文銅鐸11個（4-14号）に大別される。大きさ・形にバラつきがあり、最大規模の6号銅鐸は総高60センチメートルを超える一方で、石井谷型銅鐸（13号、石製鋳型による製作で小型で鰭上部に一対の飾耳をもつ）や亀山型銅鐸（14号、土製鋳型による製作で小型でつくりが粗雑で薄く身は扁平）のような小型銅鐸も含まれる。
1-3・12・13号銅鐸は石製鋳型で製作されている。石製鋳型は再利用可能であることから、1-3号銅鐸の同笵銅鐸が近畿地方から山陰地方において認められている。
1・2・4・5号銅鐸は絵画銅鐸で、1号・2号銅鐸では横帯に絵画を、4・5号銅鐸では全面に絵画を描く。絵画の文様はシカ・ヒト・トンボ・クモ・魚・鳥などで、水田に生息する生き物が多いことから、農耕との関係が示唆される。4号・5号銅鐸は伝香川県出土銅鐸・谷文晁旧蔵銅鐸と類似することから、同じ工房で製作された可能性が高く、5号銅鐸→4号銅鐸→谷文晁旧蔵銅鐸→伝香川県出土銅鐸の製作順と推定される。

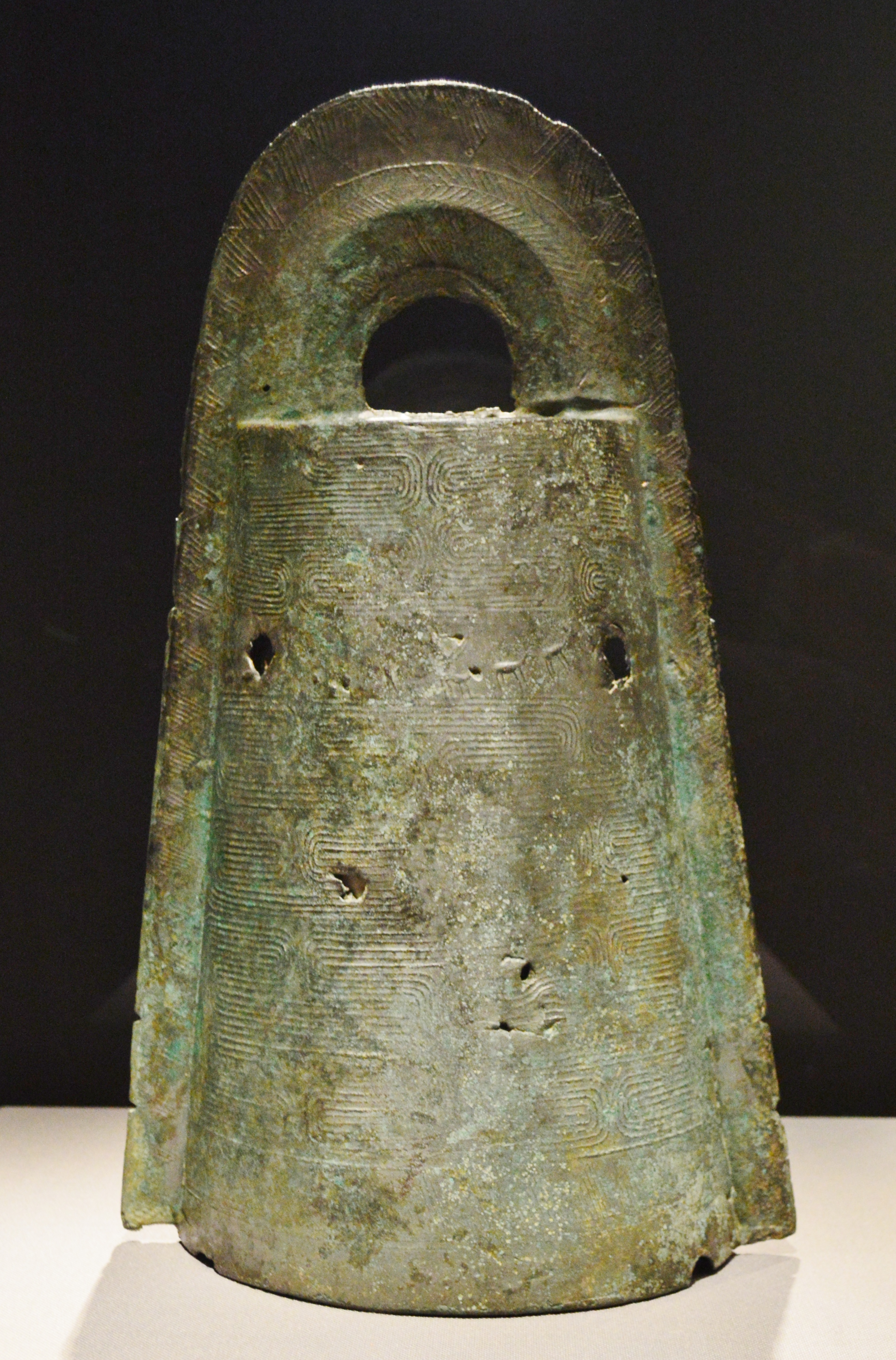
1号銅鐸 外縁付鈕1式、2区流水文銅鐸。横帯に絵画。
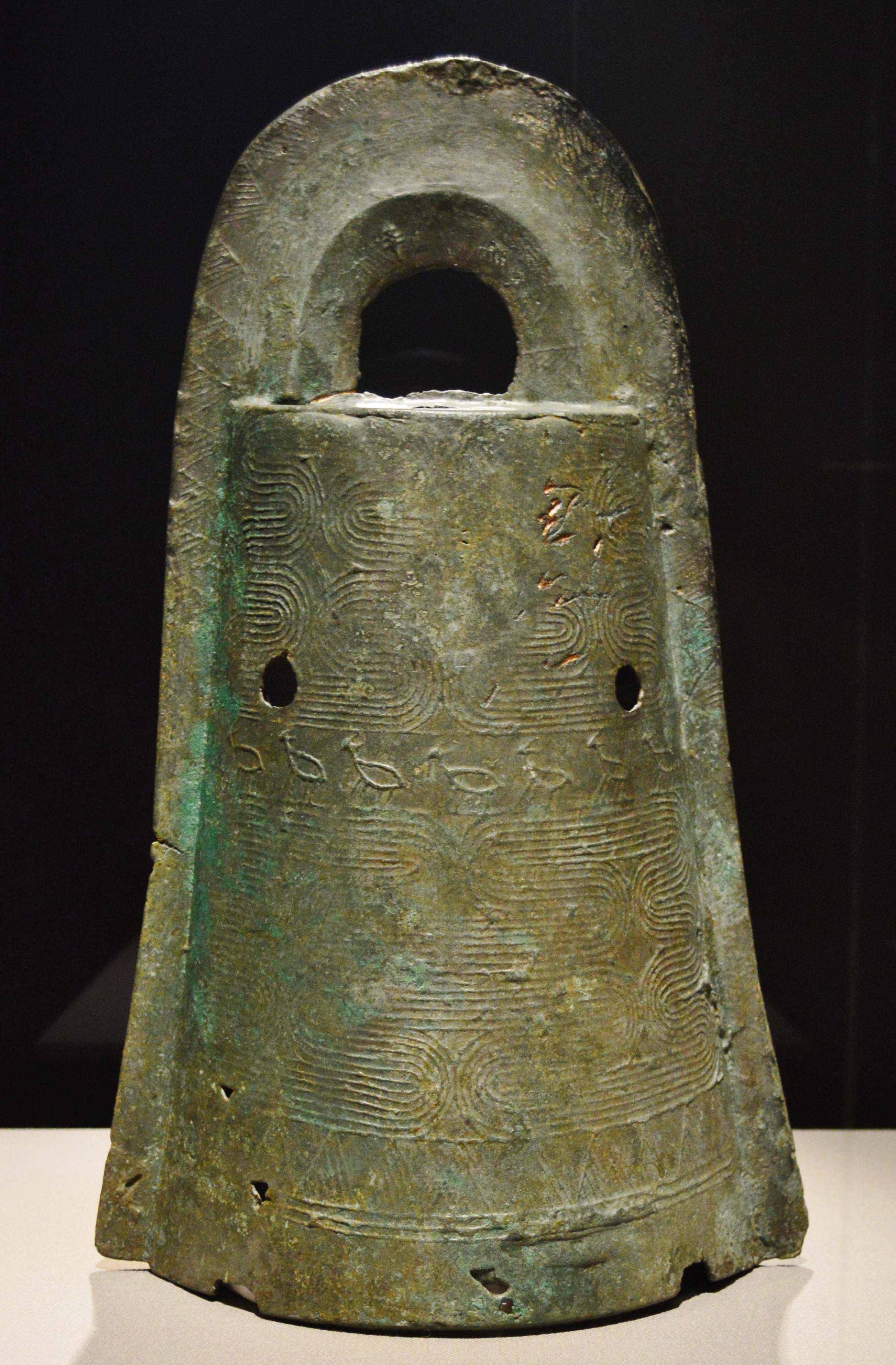
2号銅鐸 外縁付鈕1式、2区流水文銅鐸。横帯に絵画。
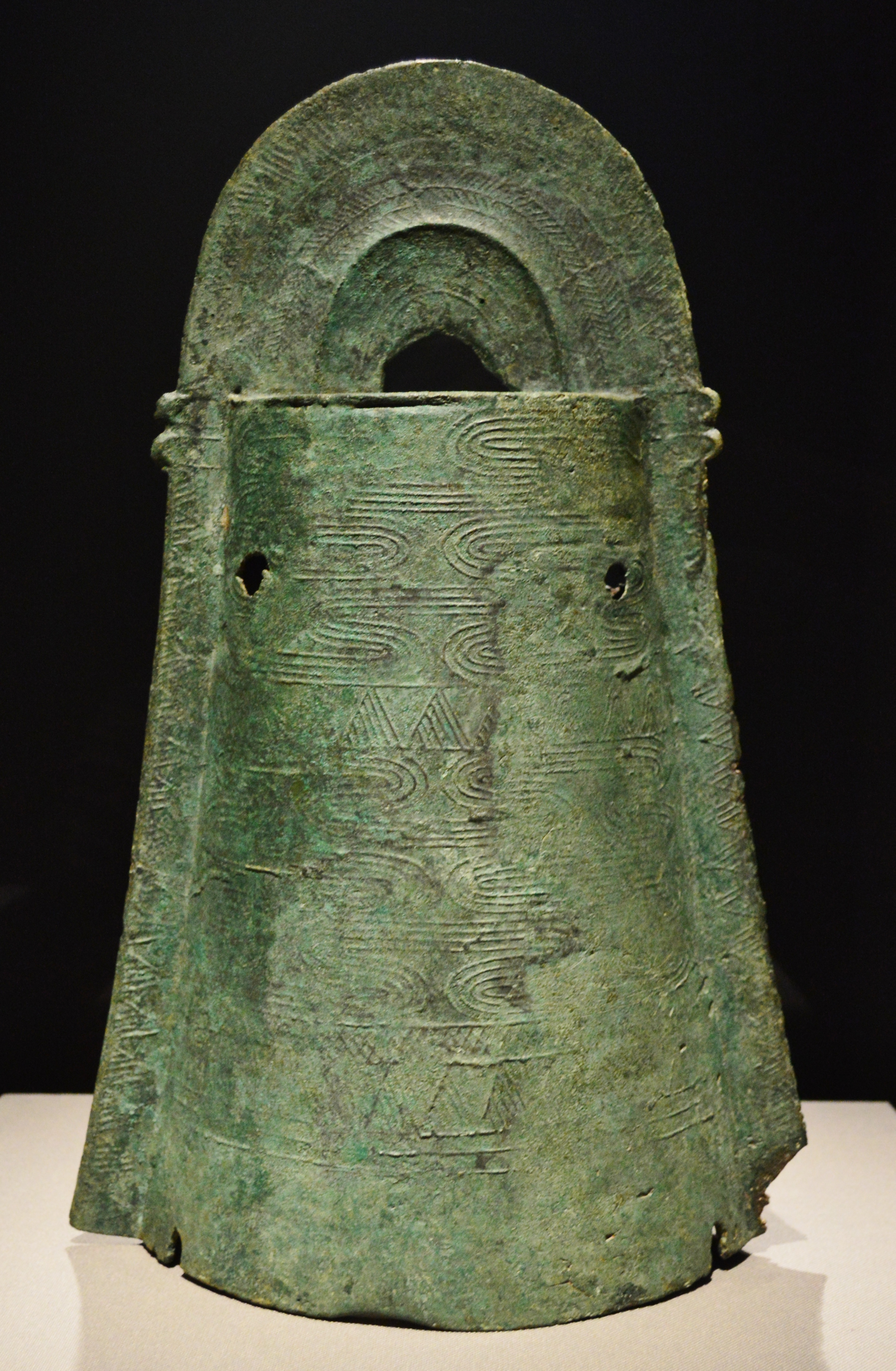
3号銅鐸 外縁付鈕2式、2区流水文銅鐸。
4号銅鐸 扁平鈕2式、4区袈裟襷文銅鐸。絵画銅鐸。
4号銅鐸（背面）
5号銅鐸 扁平鈕2式、4区袈裟襷文銅鐸。絵画銅鐸。
5号銅鐸（背面）
6号銅鐸 扁平鈕2式、6区袈裟襷文銅鐸。桜ヶ丘銅鐸のうち最大。
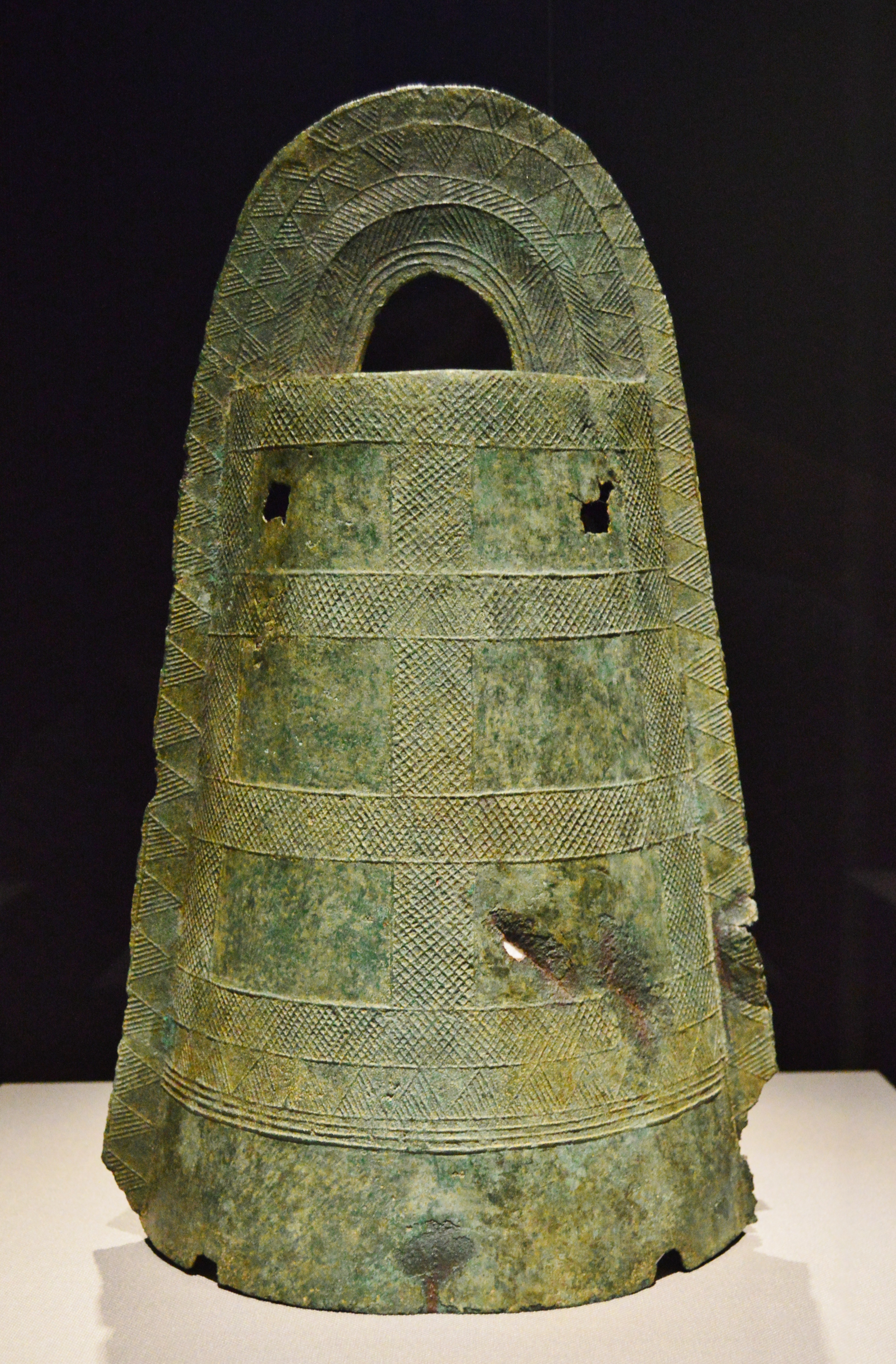
7号銅鐸 扁平鈕2式、6区袈裟襷文銅鐸。
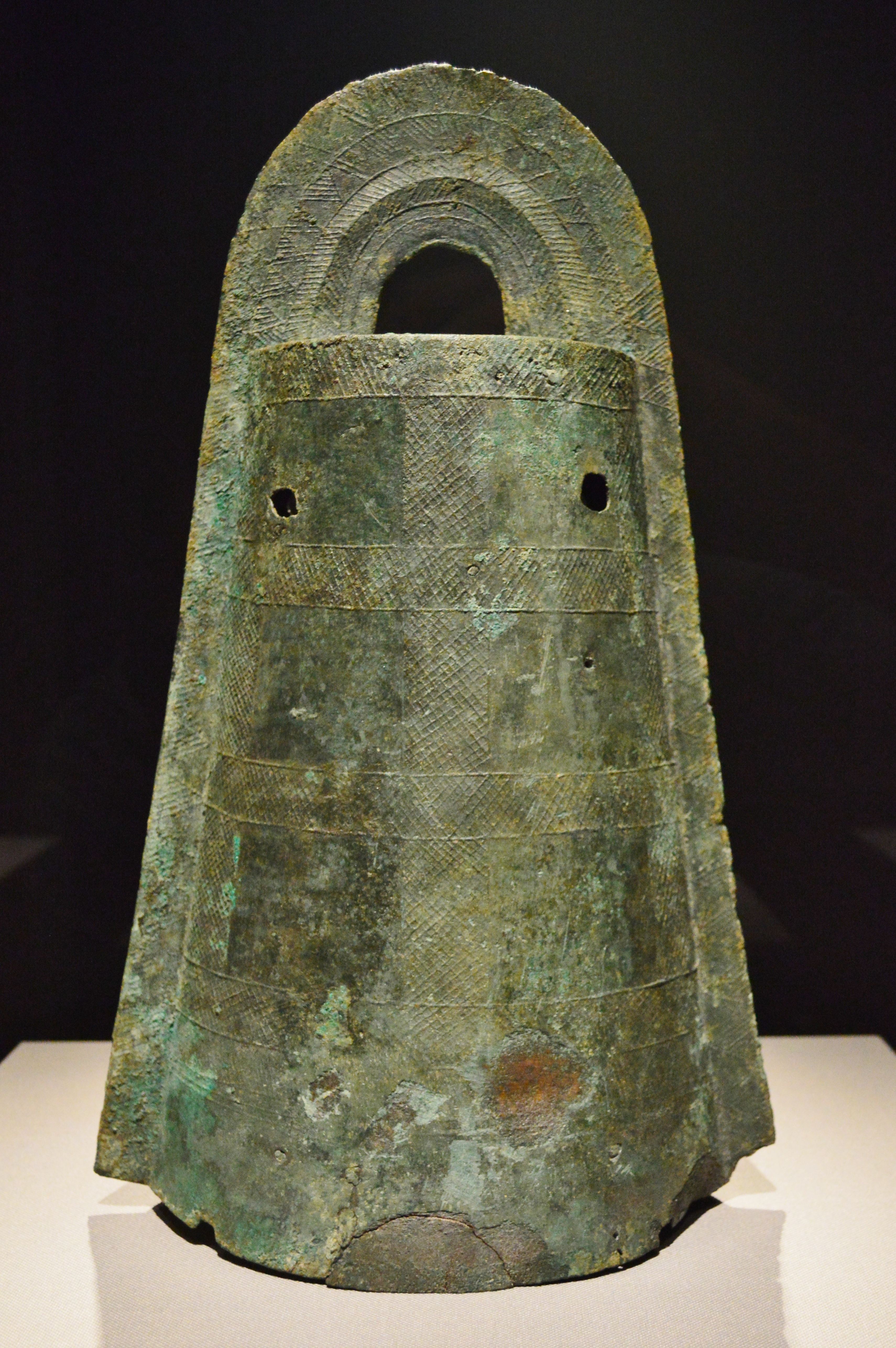
8号銅鐸 扁平鈕2式、6区袈裟襷文銅鐸。
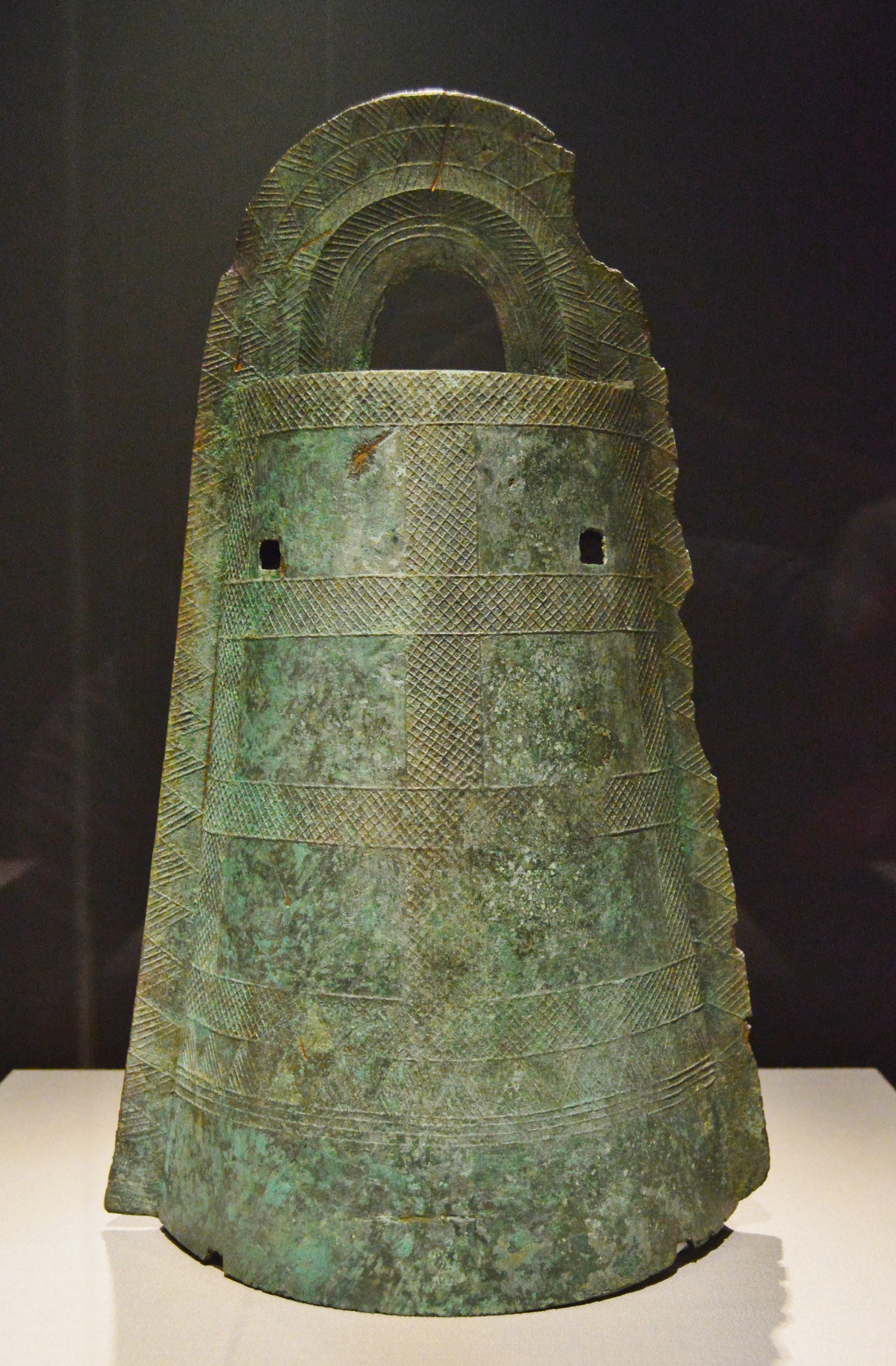
9号銅鐸 扁平鈕2式、6区袈裟襷文銅鐸。
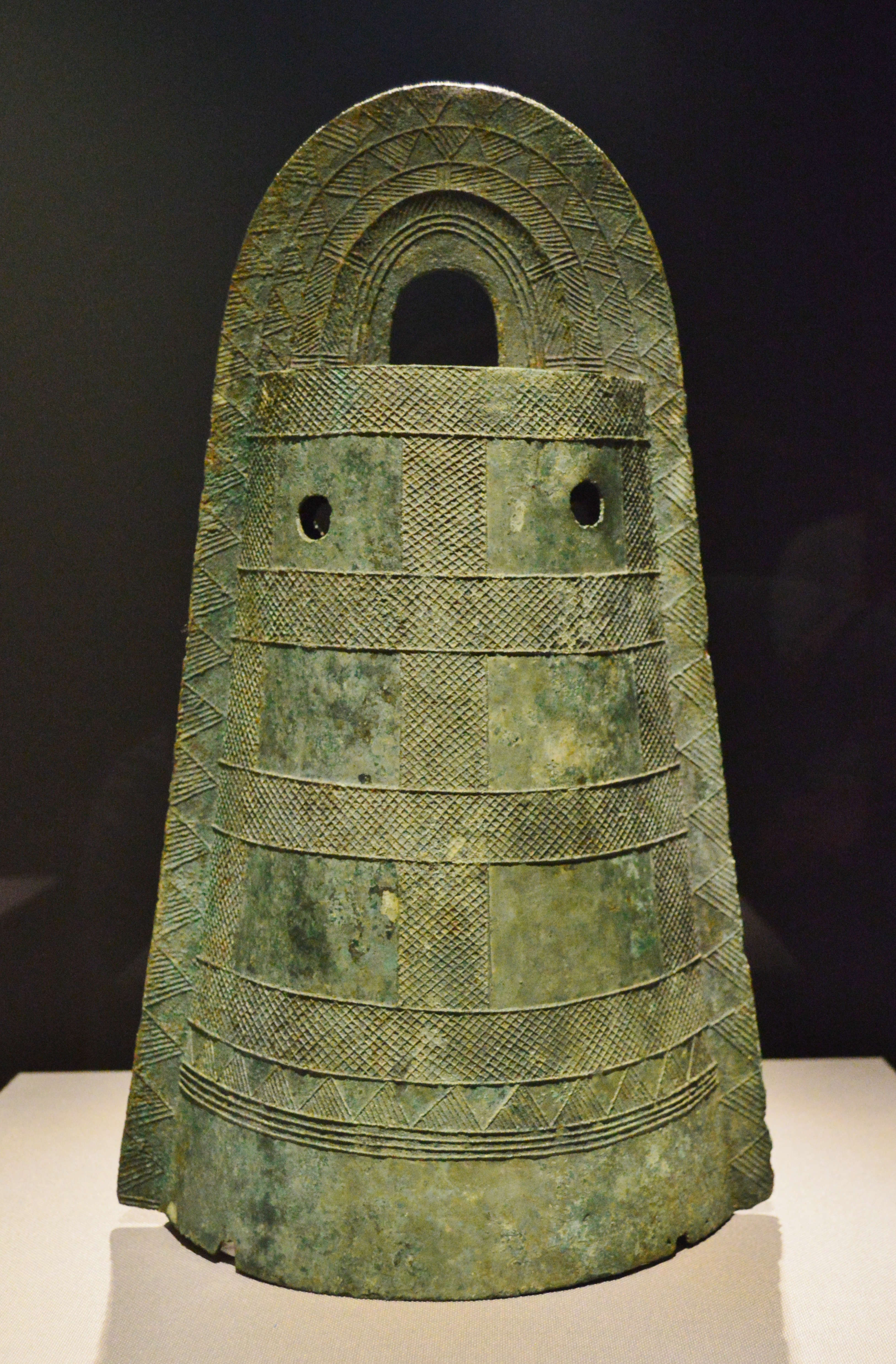
10号銅鐸 扁平鈕2式、6区袈裟襷文銅鐸。桜ヶ丘銅鐸のうち最新式。
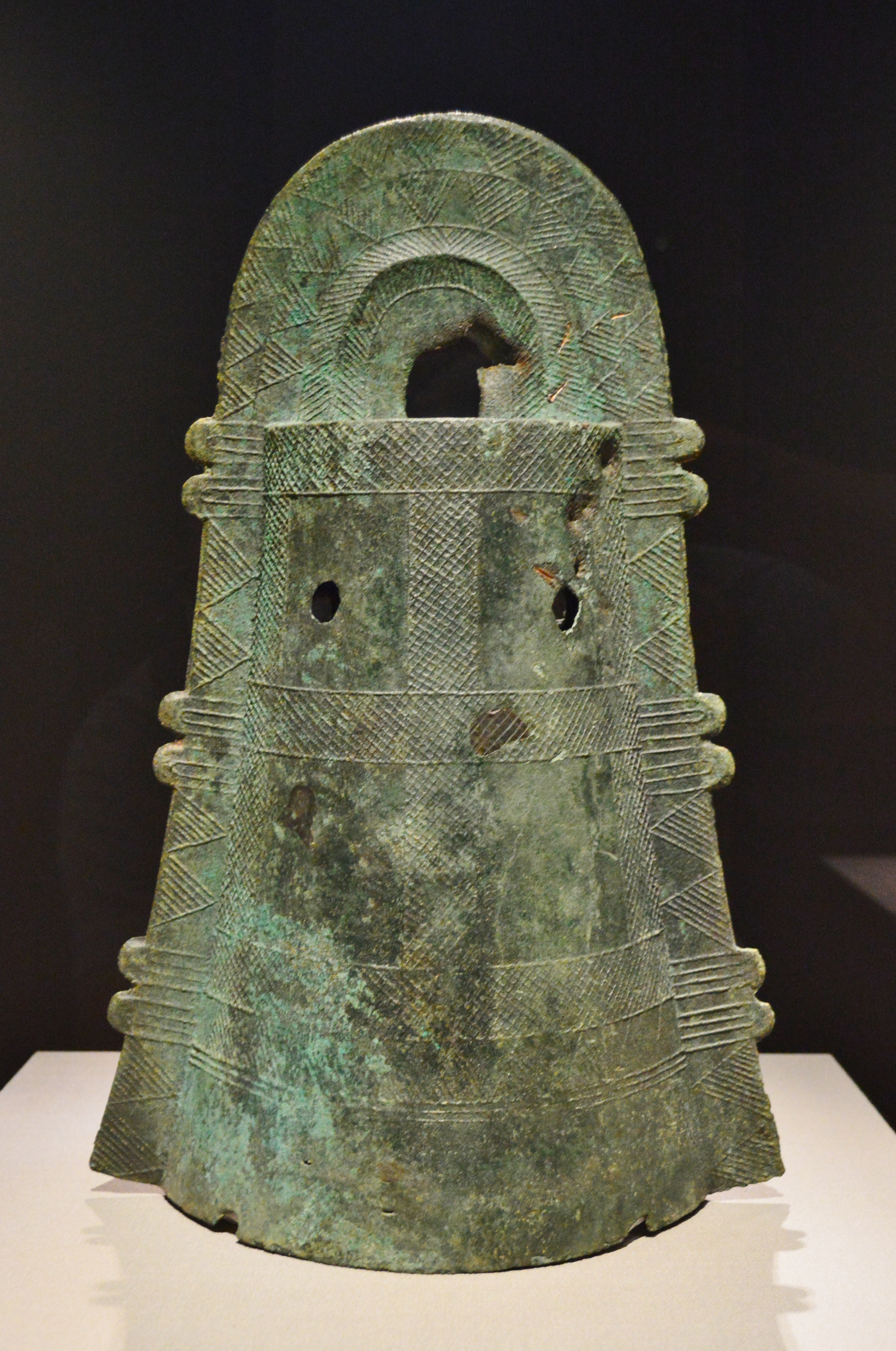
11号銅鐸 扁平鈕2式、4区袈裟襷文銅鐸。損傷あり。
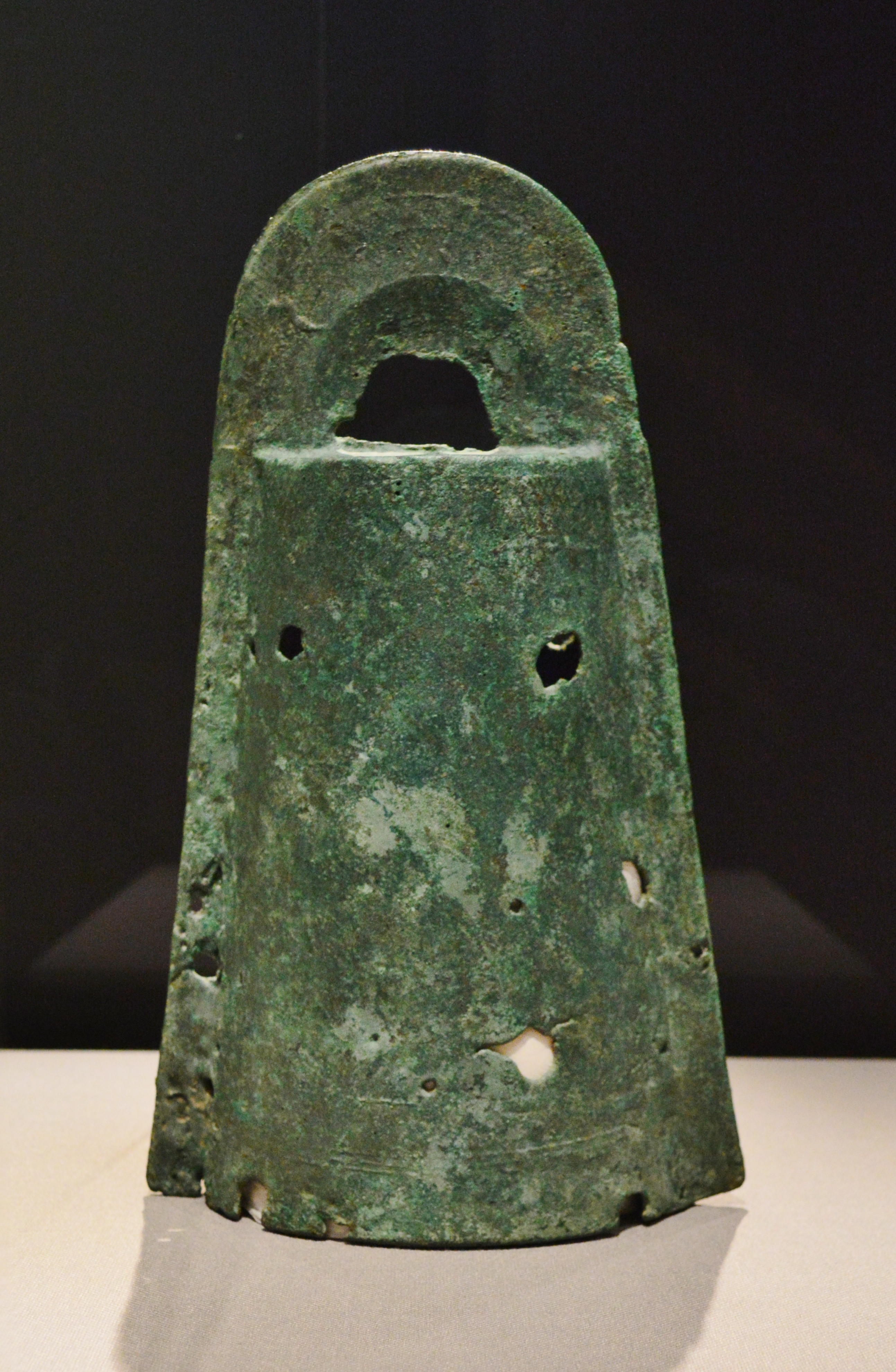
12号銅鐸 外縁付鈕2式、4区袈裟襷文銅鐸。
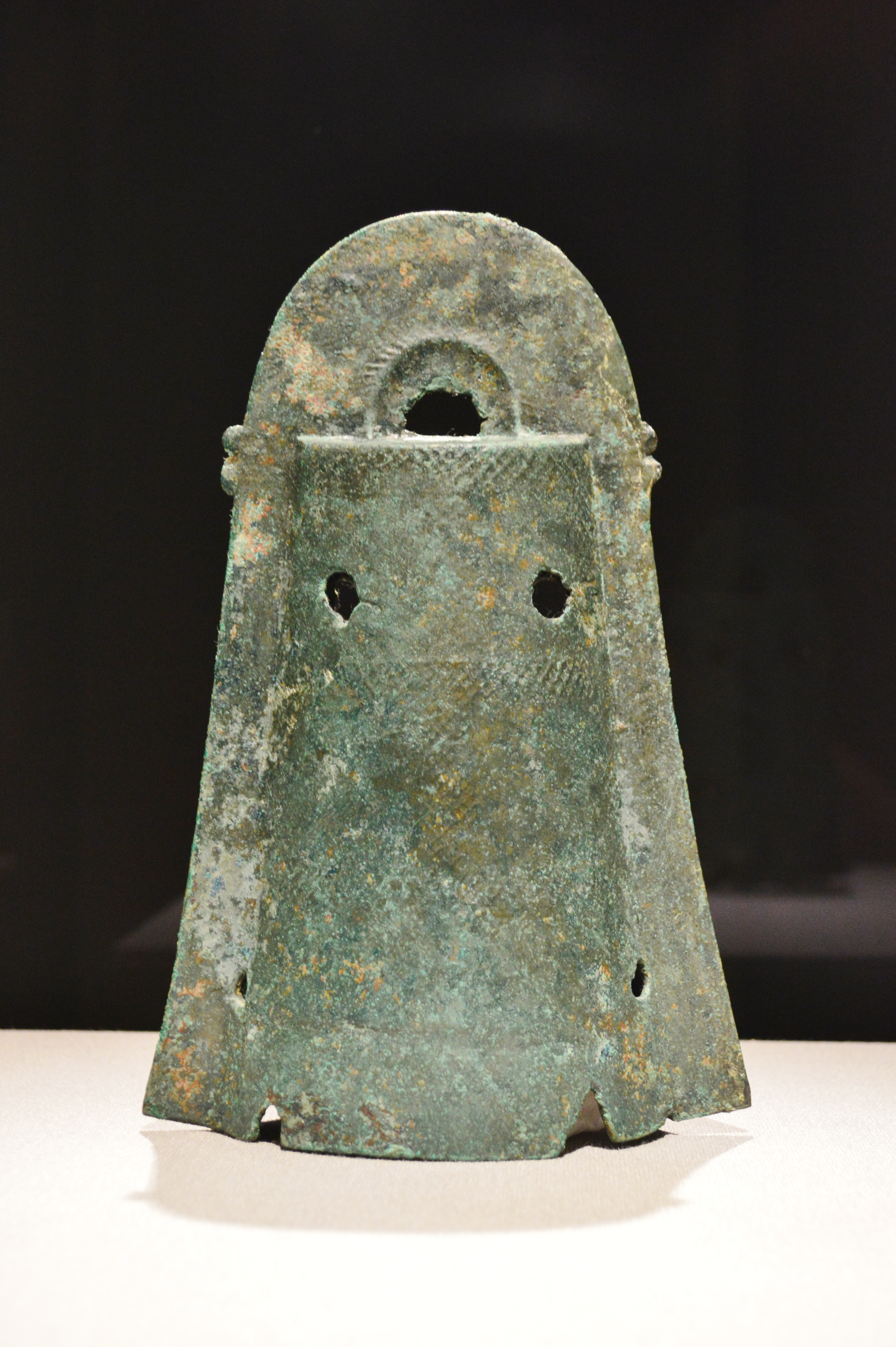
13号銅鐸 扁平鈕1式、4区袈裟襷文銅鐸。石井谷型。
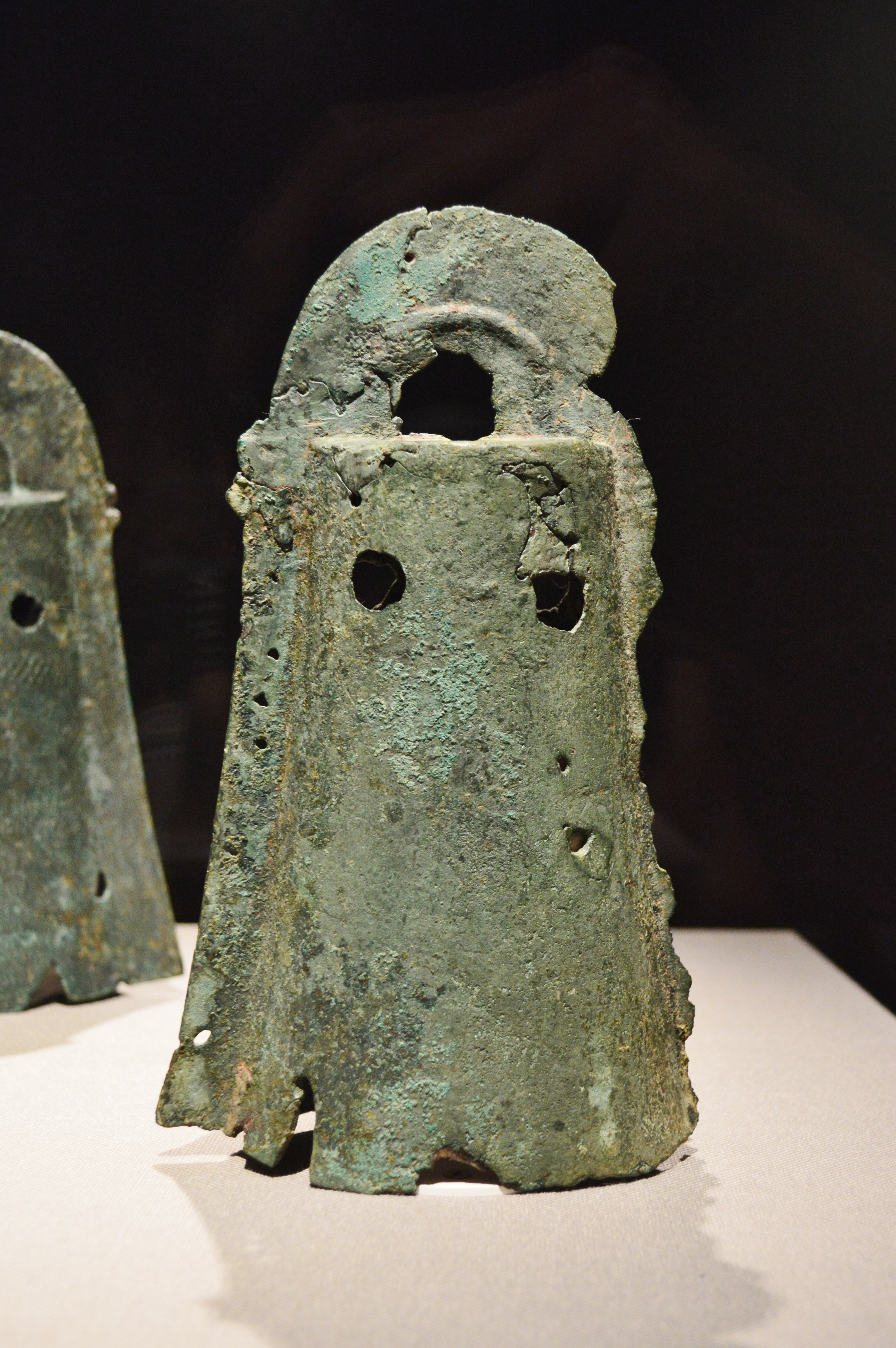
14号銅鐸 扁平鈕2式、4区袈裟襷文銅鐸。桜ヶ丘銅鐸のうち最小。亀山型。

### 銅戈

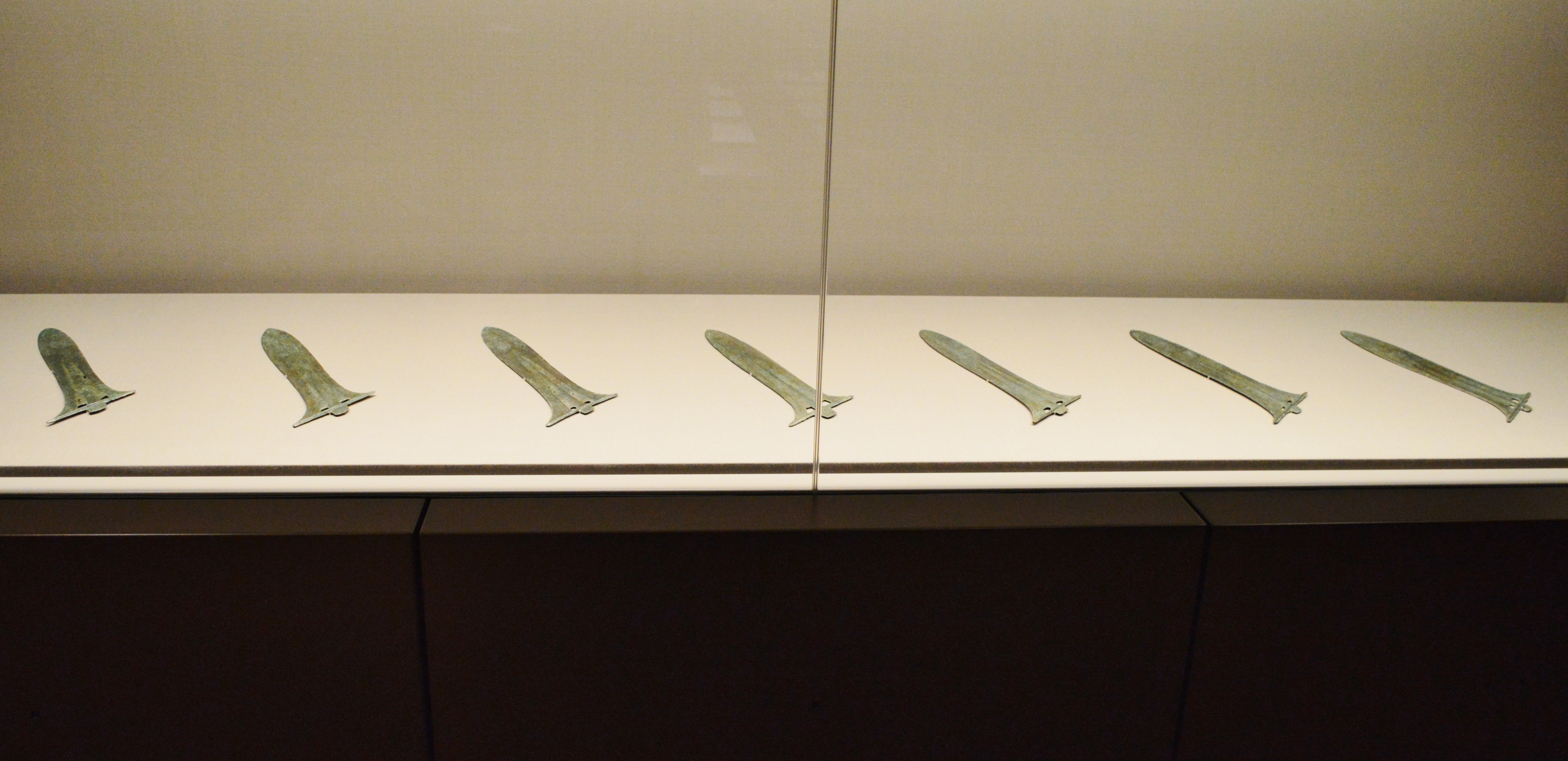
銅戈

桜ヶ丘銅戈7本は、いずれも大阪湾型銅戈で、樋に複合鋸歯文を表す。いずれも刃は研ぎ出されず、祭器として使用されたとみられる。
2号・4号銅戈では、茎（内）に矢印形の文様を表す。

4号銅戈

## 参考画像

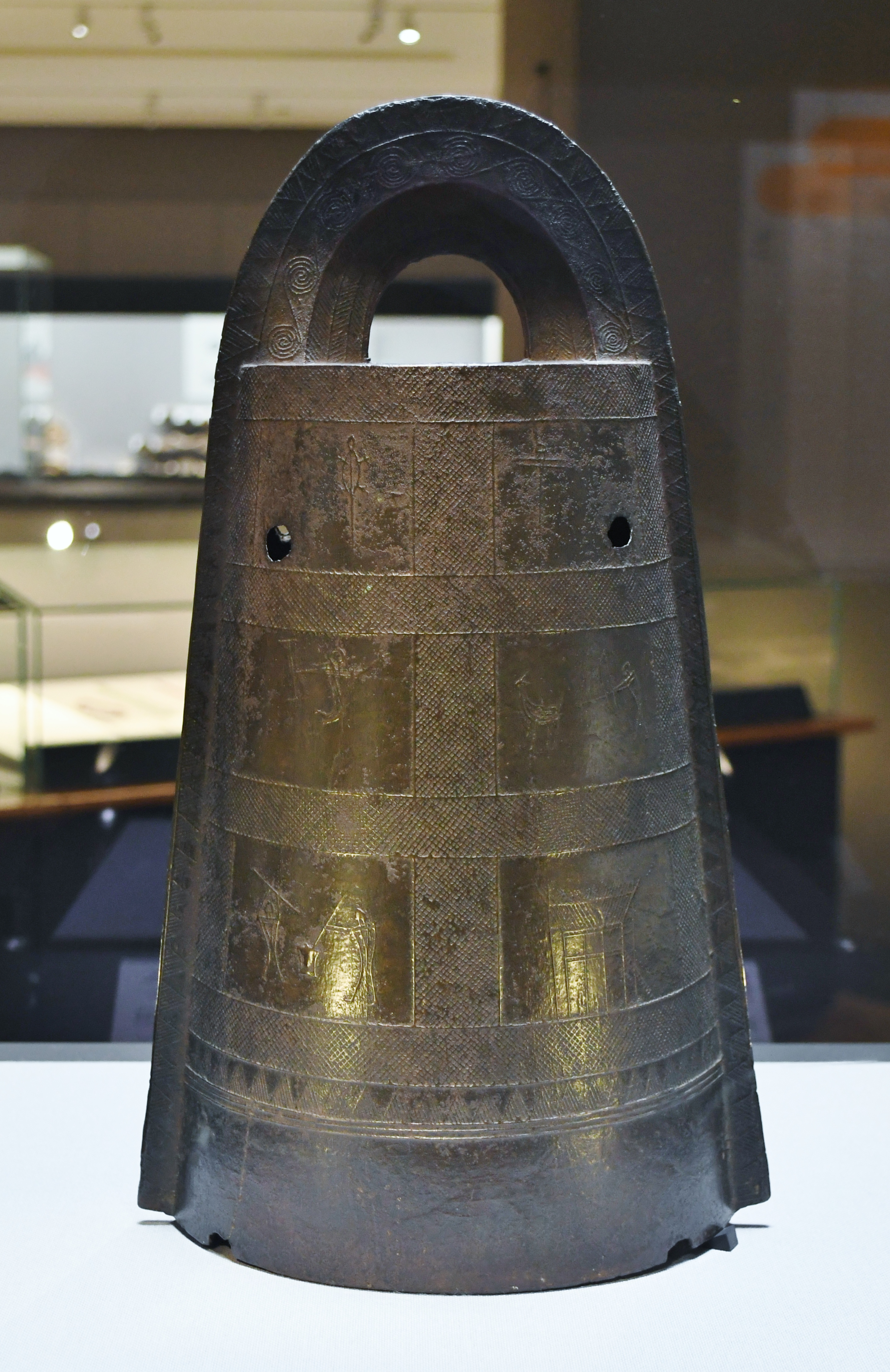
伝香川県出土銅鐸 東京国立博物館展示。
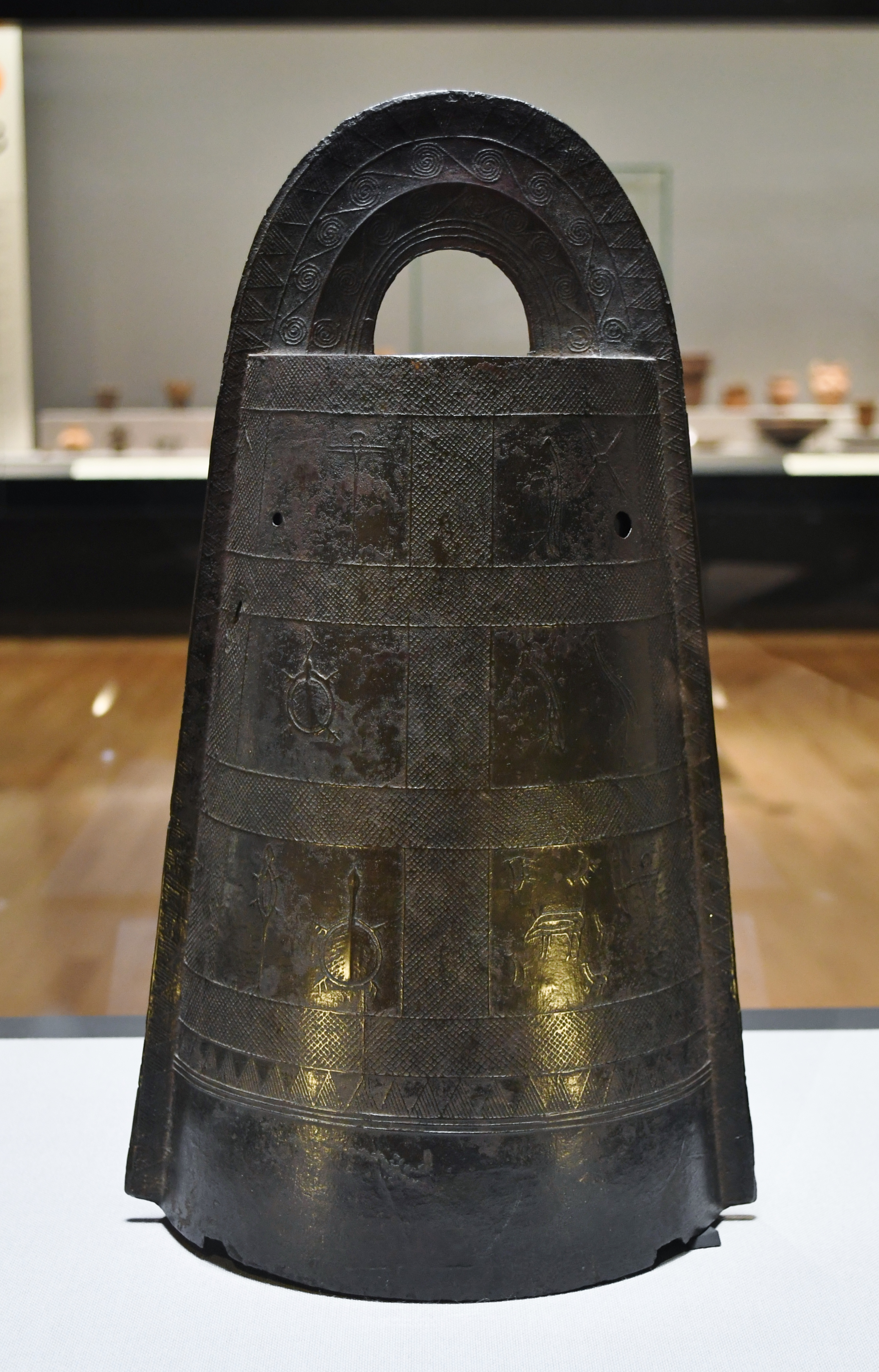
伝香川県出土銅鐸（背面） 東京国立博物館展示。
谷文晁旧蔵銅鐸 平田篤胤『弘仁歴運記考』挿絵（実物は所在不明）。神戸市立博物館企画展示時に撮影。

## 文化財

### 国宝
- 袈裟襷文銅鐸（両面在画像）2口、袈裟襷文銅鐸8口、銅鐸1口、流水文銅鐸3口、銅戈7口
兵庫県神戸市灘区桜ヶ丘町出土。神戸市立博物館保管。
1969年（昭和44年）6月20日に国の重要文化財に指定、1970年（昭和45年）5月25日に国宝に指定[4]。

## 関連施設
- 神戸市立博物館（神戸市中央区京町） - 桜ヶ丘銅鐸・銅戈群を展示。

## 関連文献
（記事執筆に使用していない関連文献）
- 『神戸市桜ヶ丘銅鐸・銅戈調査報告書』 図版篇、兵庫県教育委員会〈兵庫県文化財調査報告第1冊〉、1966年。
- 『神戸市桜ヶ丘銅鐸・銅戈調査報告書』 解説篇、兵庫県教育委員会〈兵庫県文化財調査報告第1冊〉、1969年。
- 『神戸市桜ヶ丘銅鐸・銅戈調査報告書』 本篇（新修版）、兵庫県教育委員会〈兵庫県文化財調査報告第1冊〉、1972年。
- 『神戸市桜ヶ丘銅鐸・銅戈調査報告書』 図版篇（新修版）、兵庫県教育委員会〈兵庫県文化財調査報告第1冊〉、1972年。